# Tweede divisie (mannenbasketbal)
De tweede divisie is het vierde niveau van basketbal voor mannen in Nederland. De competitie is opgedeeld in vijf regio's op basis van locatie van de clubs. In iedere competitie spelen 10-12 clubs.
De kampioenen worden gepromoveerd naar de eerste divisie, het derde niveau van Nederland.

## Kampioenen
| Seizoen | Kampioen A              | Kampioen B               | Kampioen C                  | Kampioen D                 | Kampioen E          |
| ------- | ----------------------- | ------------------------ | --------------------------- | -------------------------- | ------------------- |
| 2014/15 | BV Amsterdam            | CBV Binnenland (2e team) | Trajanum                    | Tantalus                   | Five Pack           |
| 2015/16 | BV Amsterdam            | Batouwe Basketball       | CobraNova (2e team)         | Five Pack                  | -                   |
| 2016/17 | MSV Zeemacht            | Den Dungk                | EBV Baros                   | De Groene Uilen (2e team)  | -                   |
| 2017/18 | BV Amsterdam            | Celeritas-Donar          | WBB Giants                  | EVBV Octopus               | -                   |
| 2018/19 | U.S.                    | BV Groningen (2e team)   | SBU                         | Tantalus                   | -                   |
| 2019/20 | afgelast                | afgelast                 | afgelast                    | afgelast                   | -                   |
| 2020/21 | afgelast                | afgelast                 | afgelast                    | afgelast                   | -                   |
| 2021/22 | BV Lisse                | Flying Red               | Arnhem Eagles               | BAL (2e team)              | High Five           |
| 2022/23 | BV Leeuwarden (2e team) | Scylla (2e team)         | Cangeroes Utrecht (2e team) | The Black Eagles (2e team) | Rotterdam Basketbal |
| 2023/24 | Onze Gezellen           | Flying Red               | BC Virtus                   | BC Kimbria                 | –                   |

### Titels per club
| Pos. | Club         | Titels | Jaren                        |
| ---- | ------------ | ------ | ---------------------------- |
| 1.   | BV Amsterdam | 3      | 2015 (A), 2016 (A), 2018 (A) |
| 2.   | Five Pack    | 2      | 2015 (D), 2016 (E)           |
| 2.   | Tantalus     | 2      | 2015 (D), 2019 (D)           |